# Dear Mama
«Dear Mama» (рус. Дорогая мама) — первый сингл американского рэпера Тупака из альбома Me Against the World. Песня была написана самим Тупаком для своей матери Афени Шакур в 1994 году.
Композиция «Dear Mama» была выпущена синглом 21 февраля 1995 года и стала самым успешным из синглов альбома, вследствие чего сингл был номинирован на «Лучшее сольное рэп-исполнение». Общее число проданных дисков по всему миру составило более миллиона копий.
Семпл композиции взят с песен «Sadie» группы The Spinners и «In All My Wildest Dreams» в исполнении Джо Семпла.
В 2010 году композиция «Dear Mama» была внесена в реестр Библиотеки Конгресса США (реестр звукозаписи был учреждён в 2000 году, целью его создания было названо сохранение в Библиотеке Конгресса США записей, имеющих «культурное, историческое или эстетическое значение, а также отражающих жизнь страны»).

## Предыстория
Песня посвящена матери певца, Афени Шакур. Она и её муж были активными членами партии Чёрные Пантеры в Нью-Йорке в конце 1960-х, начале 1970-х годов. Шакур родился через месяц после того, как его мать была оправдана по более чем 150 обвинениям в «Заговоре против правительства США и достопримечательностей Нью-Йорка». Афени выгнала Шакура в 17 лет, и они не общались долгое время. Потеряв всякое уважение к матери, он впоследствии переехал в свободную квартиру с друзьями и начал писать стихи и рэп. В 1990 году, осознав, что её пристрастие к кокаину вышло из-под контроля, она записалась на программу из 12 шагов в центре лечения наркозависимости и алкоголизма в Норуолке, штат Коннектикут. После завершения программы она помирилась со своим сыном, который на тот момент уже был успешным артистом.
Песня была написана незадолго до того, как Шакур был приговорён к тюремному сроку. По завершении записи он позвонил своему давнему другу Джаде Пинкетт-Смит и сказал: «Я написал песню о наших матерях и хочу, чтобы ты её услышала». Мать Пинкетт-Смит тоже боролась с наркозависимостью, и именно связанный с этими событиями опыт и привёл к их дружбе. Позже она заметила, что при первом прослушивании песня вызвала у неё «прилив эмоций».

## Список композиций
1. «Dear Mama» — 4:41
2. «Dear Mama» (instrumental) — 5:21
3. «Bury Me a G» — 4:59
4. «Dear Mama» (Moe Z. mix) — 5:09
5. «Dear Mama» (instrumental Moe Z. mix) — 5:09
6. «Old School» — 4:59

## Чарты
| Чарт                             | Позиции |
| -------------------------------- | ------- |
| Billboard Hot 100                | 9       |
| Hot R&B/Hip-Hop Singles & Tracks | 3       |
| Hot Rap Singles                  | 1       |
| UK Singles Chart                 | 27      |
| RIANZ                            | 4       |

## Критика
Джордж Янси из The Philadelphia Tribune утверждает, что медленный такт создаёт у слушателя настроение отражательной реминисценции. Тупак начинает с контекста, в котором его мать воспринимается как должное на фоне его озорного поведения. Янси объясняет: «Тупак Шакур действительно подарил нам песню восхваляющую Чёрный матриархат. Она проникает в самое сердце и втягивает нас в центр симбиотических отношений Тупака и его матери, и всё это затрагивает наши собственные часто дремлющие воспоминания о том, какими замечательными были наши матери. Таким образом, прослушивание песни оживляет благодарное отношение к своей дорогой матери у каждого слушателя. Она заставляет нас буквально по-другому смотреть, по-другому понимать и больше ценить наших матерей».
Rolling Stone назвал песню «душевным, но иногда суровым посвящением любви к своей матери, в котором говорится о испытаниях и невзгодах, через которые они заставили пройти друг друга».
Роберт Кристгау из Pazz & Jop назвал «Dear Mama» восьмым лучшим синглом 1995 года.

## Музыкальное видео
В видео Афени Шакур воспроизводит своё примирение с двойником своего сына. Сам Тупак на тот момент отбывал четырёхлетний срок тюремного заключения. Он выпустил песню и альбом во время вынесения приговора.